# نومحافظه‌کاری
نومحافظه‌کاری (که به‌طور مخفف به آن نئوکان (به انگلیسی: Neocon) گفته می‌شود) جنبشی سیاسیست که در آمریکا در دههٔ ۱۹۶۰ در میان دمکرات‌هایی متولد شد که از سیاست داخلی و خصوصاً خارجی این حزب سرخورده شده بودند. بسیاری از پیروان آن در جریان دولت‌های جمهوریخواه دهه‌های ۷۰، ۸۰، ۹۰ و ۲۰۰۰ مشهور شدند. اوج اثرگذاری نومحافظه‌کاری در دولت‌های جرج دبلیو بوش، جرج هربرت واکر بوش و تونی بلر بود، که آن‌ها نقش عمده‌ای در پیشبرد و برنامه‌ریزی برای اشغال عراق در سال ۲۰۰۳ ایفا کردند. نومحافظه کاران برجستهٔ دولت بوش عبارت بودند از پال ولفوویتز، جان بولتون، الیت ابرمز، ریچارد پرل، و پل برمر. مقامات ارشدی چون معاون رئیس‌جمهور دیک چینی و وزیر دفاع دونالد رامسفلد، با این که خود را نومحافظه کار نمی‌دانستند به دقت به مشاوران نومحافظه کار در زمینهٔ سیاست خارجی، مخصوصاً در زمینهٔ اسرائیل، ترویج دمکراسی در خاورمیانه، و استفاده از قوای نظامی آمریکا به منظور دستیابی به این اهداف، گوش فرا می‌دادند. نومحافظه کاران در کاخ سفید باراک اوباما نیز دارای نفوذ بودند و نومحافظه کاری هنوز تیری در ترکش هر دو حزب باقی مانده است.
بیانیه پروژه قرن آمریکایی جدید که در ژوئن ۱۹۹۷ منتشر شد انجیل محافظه کاران نوین در ایالات متحده آمریکا به‌شمار می‌آید.

## واعظین و شارحین
از میان بلندپایه‌ترین استادان سال‌های ۱۹۶۰ باید از دو تن نام برد، نخست آلن بلوم که پیرو فیلسوف یهودی آلمانی‌تبار لئو اشتراوس بود و دیگری آلبرت وهلستتر که استاد ریاضی و کارشناسی استراتژی نظامی بود.
محافظه کاران نو، نامی که چندان هم برازنده آن‌ها نیست، همچنین هیچ ربطی به کسانی که خواهان تضمین نظم مستقرند ندارند. آن‌ها تقریباً همه ویژگی‌های محافظه کاری سیاسی به معنای رایج در اروپا را رد می‌کنند. یکی از آن‌ها یعنی فرانسیس فوکویاما که به لطف رساله اش به نام «پایان تاریخ» مشهور شد با اطمینان می‌گوید: «نومحافظه کاران به هیچ روی نمی‌خواهند از نظم امور به گونه‌ای که هست یعنی مبتنی بر پایگان، سنت و بینشی بدبینانه به سرشت آدمی، دفاع کنند.»
پیش از پیدایش رسمی محافظه کاری نوین، پیوند سرراستی میان آلبرت وهلستتر و لئو اشتروس (که در سال ۱۹۷۳ درگذشت) وجود نداشت. اما کسانی در شبکه محافظه کاران نو میان آموزش‌های این دو پل زدند هر چند که زمینه پژوهش آنان از بنیاد متفاوت بود.
فلسفه اشتروس از رهگذر شبکه‌ها و روابط استاد _ شاگردی (آلن بلوم، پل ولفوویتز، ویلیام کریستول و…) همچون شالوده تئوریک محافظه کاری نوین به کار رفت. اشتروس عملاً چیزی دربارهٔ مسائل سیاسی روز یا روابط بین‌المللی ننوشته است. نوشته‌های او را به سبب دشواری عالمانه اش در زمینه متن‌های کلاسیک یونانی یا نوشتارهای مسیحی، یهودی و اسلامی بسیار می‌خوانند و او را بیشتر به این عنوان می‌شناسند. افزون بر این او را به سبب توانمندی روش تفسیرش بسیار بزرگ می‌دارند.
برای محافظه کاری نو بر اتصال دو اندیشه موجود در نظریه استروس استوار است:نخستین، به تجربه شخصی او مربوط می‌شود. او که در جوانی شاهد زوال جمهوری وایمار زیر ضربه‌های همسو و خردکننده کمونیست‌ها و نازی‌ها بود چنین نتیجه گرفت که هر آینه دموکراسی ضعیف بماند و از ایستادگی در برابر جباریت حتی با دست یازی به زور سر باز زند هیچ شانسی برای پذیراندن خود ندارند. استروس در پیشگفتار نقد دین از نظر اسپینوزا نوشت: «جمهوری وایمار ناتوان بود و تنها در یک مورد از خود قدرت و بزرگی نشان داد. منظور واکنش شدیدش نسبت به قتل وزیر امور خارجه یهودی اش والتر رانتو در سال ۱۹۲۲ است. این جمهوری در مجموع عدالت بی‌بهره از زور یا عدالت ناتوان از دست یازی به زور را به نمایش گذاشت.»

## اعتقادات
نو محافظه کاران می‌خواهند به وضع موجود و همرایی سست بنیاد پایان بخشند. آنان به نقش سیاست در تغییر و دگرگونسازی امور باور دارند. در مورد امور داخلی آمریکا اینان انتقاد به دولت رفاه بخش را آغاز کرده‌اند که به عنوان دستاورد ریاست جمهوری‌های دموکرات (کندی و جانسون) و جمهوریخواه (نیکسون)، پایشان در حل مسائل اجتماعی می‌لنگد. در مورد سیاست خارجی، اینان در سال‌های ۱۹۷۰ به سیاست تنش زدایی انتقاد می‌کردند و می‌گفتند که چنین سیاستی بیشتر به سود شوروی تمام می‌شود تا غرب. نومحافظه کاران تراز نامه رهبران سال‌های ۱۹۶۰ را به باد انتقاد می‌گرفتند و با واقع بینی دیپلماتیک هنری کیسینجر مخالفت می‌ورزیدند.
ایروینگ کریستول و نورمن پودهورتز بنیادگذاران گاهنامه کومانتری، دو تن از پدرخوانده‌های نیویورکی محافظه کاران نو از جناح چپ بودند. آن‌ها همچنین بیانگر بدگمانی به چپ دوره کمونیسم شوروی به‌شمار می‌آیند.

## تاریخچه
در سال‌های ۱۹۷۰هانری جکسون سناتور دموکرات ایالت واشینگتن (که در سال ۱۹۸۳ درگذشت) توافقنامه‌های خلع سلاح هسته‌ای را به باد انتقاد گرفت و در این راستا نسلی از جوانان علاقه‌مند به مسائل استراتژیک را تربیت کرد که در میان آن‌ها می‌توان از ریچارد پرل و ویلیام کریستول نام برد که در آن سال‌های آلن بلوم را دنبال کرده‌اند.
ریچارد پرل، هم در دستگاه دولتی و هم بیرون آن با پل ولفوویتز برخورد کرد هر دوی آنان برای کنت آدلمن (یکی دیگر از خوارشمارندگان سیاست تنش زدایی) یا با چارلز فایر بنکس معاون وزارت امور خارجه کار کردند. در زمینه استراتژیک رهبر فکری شان آلبرت وهلستتر پژوهشگر در راند کورپوریشن و مشاور پنتاگون بود. وهلستتر را (که در سال ۱۹۹۷ درگذشت) باید یکی از پدران آموزه هسته‌ای آمریکا دانست. در حقیقت، باید او را آغازگر به پرسش بردن آموزه سنتی «ویرانگری حتمی متقابل» MADدانست که بنیاد نظریه انصراف به‌شمار می‌رفت.
بر پایه این تئوری چون که دو بلوک از توانایی آسیب‌رسانی جبران‌ناپذیر به یکدیگر برخوردار هستند مسئولان در آتش‌افروزی تردید می‌ورزند. از دید وهلستتر و شاگردانش MAD هم غیراخلاقی شمرده می‌شد (به سبب ویرانی‌هایی که بر سر مردمان غیرنظامی می‌آورد) و هم ناکارآمد (به این دلیل که به خنثی‌سازی دو جانبه زرادخانه‌های هسته‌ای می‌انجامید) از آنجا که هیچ دولتمدار خردمند و به هررو هیچ رئیس‌جمهور آمریکا تصمیم به «خودکشی متقابل» نخواهد گرفت وهلستتر طرح «انصراف تدریجی» یعنی پذیرش جنگ‌های محدود را پیش نهاد همراه با کاربرد جنگ‌افزارهای هسته‌ای تاکتیکی و سلاح‌های «هوشمند» با دقت بسیار که بتوانند به تجهیزات نظامی دشمن حمله برند. وی همچنین از سیاست کنترل سلاح‌های هسته‌ای که هماهنگ با مسکو پیش می‌رفت انتقاد می‌کرد زیرا به نظرش چنین می‌آمد که این سیاست جلوی آفرینندگی تکنولوژیکی ایالات متحده را می‌گیرد تا تعادل ساختگی با اتحاد شوروی را حفظ کند.
رونالد ریگان که طرح «ابتکار دفاع استراتژیک» SDI (که به نام جنگ ستارگان مشهور شد) را پیش نهاد از سخنان او تأثیر پذیرفته بود. این طرح را باید پدر طرح دفاع ملی موشکی دانست که شاگردان وهلستتر پیشنهاد کرده‌اند. اینان از سرسخت‌ترین مخالفان پیمان منع تولید موشک‌های ضد موشک ABM شمرده می‌شوند و بر این باورند که این موافقتنامه جلوی توسعه سیستم دفاعی ایالات متحده را می‌گیرد.
الیوت آبرامز مسئول خاورمیانه در شورای ملی امنیت کاخ سفید و دوگلاس فیث یکی از معاونان سابق وزارت دفاع نیز از چهره‌های سرشناس محافظه کاران نوین هستند. همه اینان در پشتیبانی بی‌قید و شرط از سیاست دولت اسرائیل، هر حکومتی که در اورشلیم بر سر کار باشد، هم رای‌اند.
دو دوره ریاست جمهوری ریگان (۱۹۸۱ و ۱۹۸۵) به‌شماری از آنان فرصت داده شد تا نخستین مسئولیت‌های حکومتی را تجربه کنند. در روند چندین سال، اینان روشنفکران میانه و چپ میانه دموکرات را به حاشیه راندند و توانستند پایگاه برتر را در جاهایی اشغال کنند که در آن‌ها ایده‌هایی که چندی بعد بر صحنه‌هایی سیاسی چیرگی می‌یابند پرورده می‌شوند.

## نهادها و موسسات
«گاهنامه‌ها»، مانند نشنال ریویو، کمانتری، نیو ریپابلیک (که زمانی آندریو سولیوان، جوان «پیرو استروس»، آن را اداره می‌کرد)
هفته نامه ویکلی استاندارد (متعلق به گروه مردوک که شبکه تلویزیونی فاکس نیوز (Fox News) اش پخش روایت عامه فهم اندیشه‌های محافظه کارانه نو را به عهده دارد)
«صفحات ویژه مقاله‌ها در روزنامه‌ها» مانند صفحات وال استریت ژورنال (که زیر مسئولیت رابرت بارتلی بی پروا نظریه جنگ طلبانه نومحافه کاران را می‌پراکند)
«انستیتوهای پژوهشی» یا جرگه‌های اندیشه‌ورزی معروف، مانند هادسن اینستیتوت، هری تیج فوندیشن یا آمریکن انترپرایز اینستیتوت
همچنین برخی «خانواده‌ها»، مانند ویلیام کریستول (پسر اروینگ کریستول) که مدیریت ویکلی استاندارد را به عهده دارد، یکی از پسران نورمن پود هورتز در دستگاه ریگان کار کرده است، دانیل پاپیز (پسر ریچارد پاپیز یهودی لهستانی که در سال ۱۹۳۹ به آمریکا کوچید و به استادی دانشگاه هاروارد رسید و یکی از بزرگ‌ترین انتقادگران کمونیسم شوروی به‌شمار می‌رفت) که اسلامیسم را توتالیتاریسم نوین و تهدیدکننده غرب می‌داند.